# LPWAN
Les Xarxes d'Àrea Estesa de Baix Consum (Low-Power Wide-Area Network) conegudes com a LPWAN (o també com a Xarxes de Baix Consum o LPN) són un tipus de xarxes de telecomunicacions dissenyades per tenir un llarg abast i una baixa taxa de bits per connectar objectes com sensors alimentats per bateries.
Aquest tipus de xarxes, juntament amb les ja existents, tant de curt abast (WiFi o Bluetooth) i les xarxes de telefonia mòbil habilitaran el conegut com Internet de les coses

## Plataformes existents
- LoRaWAN,[3] de Long Range WAN, de la LoRa Alliance. La versió 1.0 de l'especificació es va publiar el 16 de juny del 2015.[4]
- Weightless, del grup Weightless SIG.
- LTE-MTC, una evolució de LTE per connectar dispositius
- RPMA, de l'empresa On-Ramp Wireless.
- ThingPark Wireless, de l'empresa Actility (basat en l'especificació LoRaWAN)
- DASH7, protocol obert de la DASH7 Alliance
- Symphony Link, de Link Labs
- UNB, Ultra Narrow Band, de diverses companyies, com ara Telensa, NWave and Sigfox.
- WAVIoT Narrowband, Protocol de M2M de WAVIoT.